# Наунхоф
Наунхоф (њем. Naunhof) град је у њемачкој савезној држави Саксонија. Једно је од 41 општинског средишта округа Лајпциг. Према процјени из 2010. у граду је живјело 8.653 становника. Посједује регионалну шифру (AGS) 14729300.

## Географски и демографски подаци
Наунхоф се налази у савезној држави Саксонија у округу Лајпциг. Град се налази на надморској висини од 149 метара. Површина општине износи 39,5 km². У самом граду је, према процјени из 2010. године, живјело 8.653 становника. Просјечна густина становништва износи 219 становника/km².